# Гилльям, Адам
Ульф Адам Мустонен Гилльям (8 июля 1990 г.) — шведский профессиональный игрок в хоккей с мячом, полузащитник красноярского клуба «Енисей».

## Карьера

### Клубная карьера
Воспитанник клуба «Бруберг», где выступал с сезона 2005/2006. В сезоне 2008—2009 годов он был признан лучшим юным игроком года Швеции. Осенью 2012 года перешёл в «Хаммарбю». В том же сезоне стал чемпионом Швеции, забив два гола в финале.
В 2014 году получил престижную награду «Комета года» (Årets komet) по итогам сезона в чемпионате Швеции.
В чемпионатах Швеции провёл 388 матчей, забил 227 мячей и сделал 198 голевых передач.
С 2020 года — игрок «Енисея», с которым стал чемпионом России в сезоне 2020/2021.

### Международная карьера
Дебютировал в сборной Швеции в 2008 году. С ней он выиграл Чемпионат мира в 2017 году и внёс значительный вклад, забив победный гол в финале в ворота сборной России на 91 минуте.

## Достижения

### Клубные
Чемпион Швеции: 2012/2013
Чемпион России: 2020/2021
Обладатель Кубка Швеции (3): 2007, 2013, 2014

### В составе сборной
Чемпион мира: 2017
Серебряный призёр чемпионата мира (4): 2014, 2015, 2018, 2019
Бронзовый призёр чемпионата мира: 2016
Серебряный призёр чемпионата мира среди молодежных команд: 2011
Серебряный призёр чемпионата мира среди юношей: 2007